# К югу от границы
«К югу от границы» (англ. South of the Border) — документальный фильм режиссёра Оливера Стоуна, снятый в 2009 году по сценарию Марка Вайсброта и Тарика Али. Сквозь призму интервью с президентами ряда латиноамериканских стран фильм рассматривает последствия неолиберальной экономической политики, вылившиеся в избрание политиков т. н. «левого поворота» («розового прилива»).

## Сюжет
Оливер Стоун отправляется в турне по Южной Америке, чтобы взять интервью у левых лидеров ряда стран, деятельность которых резко критикуется в американских средствах массовой информации. Он начинает с Венесуэлы, где встречается с Уго Чавесом. Затем он беседует с президентом Боливии Эво Моралесом, аргентинскими лидерами Нестором и Кристиной Киршнерами, президентами Фернандо Луго (Парагвай) и Игнасиу Лулой да Силвой (Бразилия). Свою поездку он завершает в Эквадоре, где встречается с президентом Рафаэлем Корреа и кубинским лидером Раулем Кастро. В фильме также присутствуют комментарии ряда экспертов, в том числе сценариста фильма, известного левого писателя и историка Тарика Али.